# 奇异短跗蛛
奇异短跗蛛（学名：Moneta mirabilis）为球蛛科短跗蛛属的动物。分布于日本、台湾岛等地。